# Виктор Гриняр
Виктор Гриняр (на френски: François Auguste Victor Grignard) е френски химик, носител на Нобелова награда за химия за 1912 г. „за откриването на гриняровия реактив, способствал развитието на органичната химия“.

## Биография
Роден е на 6 май 1871 година в Шербур, Франция, в семейството на производител на корабни платна. Описван е като скромен и дружелюбен. След като се опитва да завърши специалност математика, Гриняр се проваля на изпитите си и се записва в армията през 1892 г. След една година служба той се завръща отново следвайки математика в Лионския унивеситет, където най-накрая успява да завърши през 1894 г. През декември същата година се записва да учи химия и започва да работи с професорите Филип Барбие (1848 – 1922) и Луис Буво (1864 – 1909). Гриняр работи особено много с Барбие, като техните изследвания се фокусират върху органомагнезиевите съединения. Те се стремят да синтезират алкохоли от алкилхалогениди, алдехиди, кетони и алкени.
Две години по-късно Гриняр прави забележително откритие. Той нагрява смес от магнезиеви стружки, изобутилйодид и добавя сух етилов етер към сместа, при което се наблюдава реакция. Продуктът по-късно става известен под името реактив на Гриняр. Наречено в негова чест, това органомагнезиево съединение (R-MgX) (R = алкил; X = халоген) реагира лесно с кетони, алдехиди и алкени, произвеждайки техните съответни алкохоли с впечатляваща ефективност. Така Гриняр открива синтетичната реакция, която в днешно време носи неговото име (реакция на Гриняр) през 1900 г.
През 1901 г. Гриняр публикува докторската си дисертация, която касае комбинациите на органомагнезиевите смеси и тяхното приложение при синтеза на киселини, алкохоли и въглеводороди. Работи в университета на Безансон, а в Лион се завръща вече като доцент. След това става професор в Университета Нанси през 1910 г. През 1912 г. той и Пол Сабатие (1854 – 1941) получават Нобелова награда за химия.
През Първата световна война Гриняр изучава химическите бойни агенти, в частност производството на фосген и засичането на иприт. На 26 юни 1926 г. е избран за член на Френската академия на науките. През 1933 г. става командир на ордена на Почетния легион.
Умира след тежка болест на 13 декември 1935 г. в Лион, Франция, на 64-годишна възраст.

### Личен живот
През 1919 г. Гриняр се жени за Огюстин Мари Булан. Раждат им се дъщеря и син. Синът, Рожер Гриняр, също става химик. Целенасочен и разностранен изследовател, Гриняр също е и високо ценен учител.

## Реакция на Гриняр
Гриняр е най-известен с разработването на нов метод за генериране на въглерод-въглеродни връзки, използвайки магнезий за свързване на кетони и алкилхалогениди. Тази реакция е важна в органичния синтез. Тя настъпва в два етапа:
1. Образуване на „реактив на Гриняр“, който представлява органомагнезиево съединение, получено чрез реакцията на органохалид, R-X (R = алкил или арил; X = халогенид, обикновено бромид или йодид) с магнезиев метал. Реактивът на Гриняр обикновено се описва с обща химична формула R-Mg-X, въпреки че нейната структура е по-сложна.
2. Добавяне на карбонил, в който кетон или алдехид се добавя към разтвора, съдържащ реактива на Гриняр. Въглеродният атом, който е свързан с магнезия, се прехвърля към карбонилния въглероден атом и кислородът на карбонилния въглерод се свързва с магнезия, при което се получава алкохолат. Процесът е пример за нуклеофилно присъединяване към карбонил. След присъединяването, реакционната смес се обработва с разредена киселина до получаване на алкохол, а магнезиевите соли след това се отстраняват.